# Station Waiblingen
Station Waiblingen is een spoorwegstation in de Duitse plaats Waiblingen. 